# Far i hatten

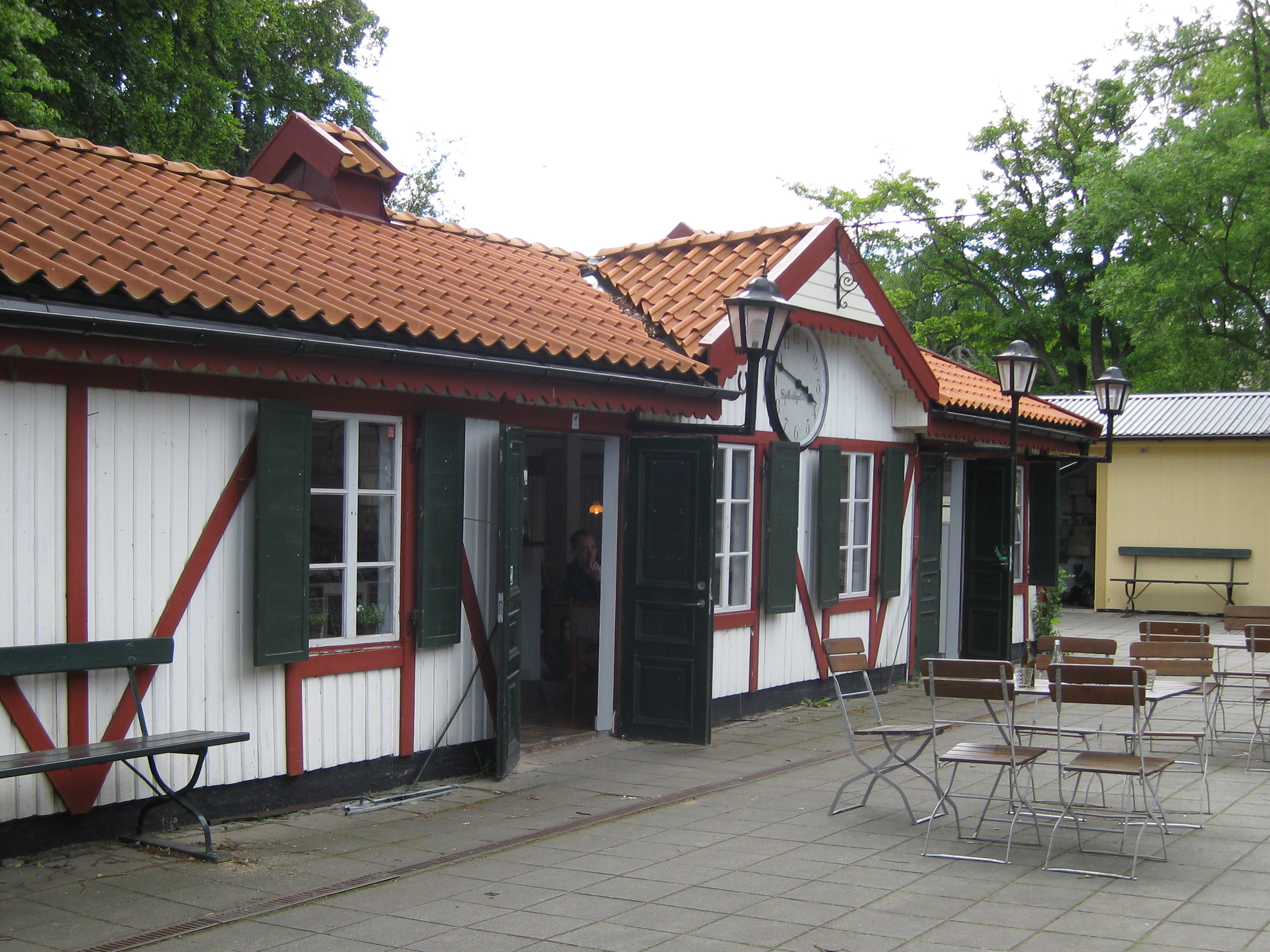
Far i hatten

Far i hatten, tidigare Parkrestaurangen, är klassisk utedansbana med servering i Folkets park i Malmö. Det är oklart när byggnaden uppfördes, men den fanns 1894 och hade då rättigheter till ölservering. Man är inte heller helt säker på varför namnet lyder som det gör, men en teori är att föreståndaren Per Anton Holmgren alltid bar hatt då han arbetade i restaurangen.
År 2004 togs Far i hatten över av Nicklas Sterner som samma år också blev den första i Sverige som anordnade visning av årets fotbolls EM på storbildsskärm i Folkets park i Malmö, med Carlsberg som sponsorer.
I april 2013 öppnade Far i hatten i ny regi och drivs sedan dess av Jonas Letelier, Fredrik Gunnarsson-Pisch, Martin Axén och Gustav Hektor.